# Ammonius pupulus
Ammonius pupulus là một loài nhện trong họ Barychelidae. Loài này phân bố ờ Cameroon.